# Clubtour (Peter-Heppner-Tour)
Die Clubtour war die zweite Solo-Tournee des deutschen Synthie Pop-Sängers Peter Heppner.

## Hintergrund
Bei der Clubtour handelte es sich um die zweite Tournee Heppners als Solo-Künstler. Sie diente, wie die im Vorjahr stattgefundene solo Tour, als Promotion für sein Debütalbum solo. Die Tour erstreckte sich über mehrere Monate und erfolgte in zwei Abschnitten. Der erste Abschnitt erfolgte im Januar und Februar 2010, der zweite im September und Oktober 2010. Die Tour führte Heppner durch zwölf deutsche Städte sowie für ein Konzert nach Athen in Griechenland. Alle Clubs haben ein Fassungsvermögen von etwa 400 bis 600 Zuschauer. In Griechenland war es das erste Konzert Heppners als Solo-Künstler sowie das zweite Konzert seiner Karriere (mit Wolfsheim spielte er bereits 2004 ein Einzelkonzert in Athen). Hinter der Clubtour steckte das Konzept, Konzerte in Teilen Deutschlands zu spielen, welche bei der vorangegangenen solo Tour aufgrund von organisatorischen Angelegenheiten unterrepräsentiert waren.

## Touränderungen
Ursprünglich war geplant, dass die Tour sich über einen Monat von Januar bis Februar 2010 erstrecken sollte, doch gegen Ende der Tour musste Heppner die drei letzten Konzerte in Flensburg, Magdeburg und Neubrandenburg krankheitsbedingt absagen. Die Nachholtermine fanden ein halbes Jahr später im September 2010 statt. Neben den drei Nachholterminen fanden drei Zusatzkonzerte statt. Es war ebenfalls ein Zusatzkonzert in Paderborn für den 16. September 2010 angesetzt, doch aus „betrieblichen Gründen“ mussten sämtliche Veranstaltungen im Capitol Paderborn von Seiten des Veranstalters gestrichen werden. Ein für den 16. Oktober 2010 angesetztes Konzert in Moskau entfiel ebenfalls.
Entfallene Konzerte
- Paderborn – Capitol (16. September 2010)
- Moskau – Tochka (16. Oktober 2010)[3]

Änderungen (Ursprünglicher Veranstaltungsort → Neuer Veranstaltungsort)
- Flensburg – Roxy (11. Februar 2010) → Roxy (17. September 2010)[4]
- Neubrandenburg – BAZ Halle (12. Februar 2010) → BAZ Halle (25. September 2010)[4]
- Magdeburg – Factory (13. Februar 2010) → Factory (18. September 2010)[4]

## Vorgruppen
Innerhalb Deutschlands trat bei allen Konzerten die deutsche Synthie-Pop-Band Melotron im Vorprogramm auf. Es war das erste Mal, dass während einer Konzertreihe von Heppner eine Vorgruppe spielte. Die Band spielte folgende sieben Titel: Brüder, Stuck in the Mirror, Menschenfresser, Der Anfang, Das Herz, Love Is Calling und Der blaue Planet. In Moskau war ein gemeinsames Konzert mit dem kanadischen Elektro-Projekt Conjure One, welche von der Lunascape-Sängerin Kyoko Baertsoen begleitet werden sollte, geplant.

## Band-Mitglieder
- Achim Färber: Schlagzeug
- Peter Heppner: Gesang
- Carsten Klatte: Gitarre
- Lothar Manteuffel: Keyboard
- Dirk Riegner: Keyboard[7]

## Tourdaten
| Datum              | Stadt          | Veranstaltungsort | Land         |
| ------------------ | -------------- | ----------------- | ------------ |
| 30. Januar 2010    | München        | Backstage         | Deutschland  |
| 31. Januar 2010    | Stuttgart      | Röhre             | Deutschland  |
| 1. Februar 2010    | Aschaffenburg  | Colos-Saal        | Deutschland  |
| 4. Februar 2010    | Duisburg       | Pulp              | Deutschland  |
| 5. Februar 2010    | Glauchau       | Alte Spinnerei    | Deutschland  |
| 6. Februar 2010    | Görlitz        | Landskron Kulturb | Deutschland  |
| 7. Februar 2010    | Berlin         | Columbia Club     | Deutschland  |
| 17. September 2010 | Flensburg      | Roxy              | Deutschland  |
| 18. September 2010 | Magdeburg      | Factory           | Deutschland  |
| 23. September 2010 | Krefeld        | Kulturfabrik      | Deutschland  |
| 24. September 2010 | Braunschweig   | Meier Music Hall  | Deutschland  |
| 25. September 2010 | Neubrandenburg | BAZ Halle         | Deutschland  |
| 15. Oktober 2010   | Athen          | Gagarin 205       | Griechenland |

## Setlist
Wie bei der vorangegangenen Tour bestand die Setlist aus 20 Liedern. Während der Tournee präsentierte Heppner mit God Smoked ein neues Stück. Nachdem er das Lied zunächst nur während dieser Tour sang, war es ein Jahr später Teil des Soundtracks zu GOD SMOKED – A Mindtrip with Howard Marks und wiederum ein Jahr später Teil des zweiten Studioalbums My Heart of Stone. Die Setlist bestand teils aus Liedern des aktuellen Albums sowie zum Teil aus einer Zusammenstellung von älteren Gastbeiträgen und Wolfsheim-Stücken. Mit geringfügigen Ausnahmen handelte es sich um die gleiche Setlist wie bei der vorangegangenen solo Tour. Geändert wurde lediglich die Reihenfolge der Lieder und das Lied Mr. Blue wurde durch God Smoked ersetzt. Die folgende Liste ist eine Übersicht des Hauptsets, die Heppner während der Tour spielte (Braunschweig):
1. I Hate You
2. Alleinesein
3. No Matter What It Takes
4. Die Flut
5. Künstliche Welten
6. Being Me
7. Wherever
8. Kein Zurück
9. Wir sind wir
10. Easy
11. Suddenly
12. Vorbei
13. Vielleicht?
14. Once in a Lifetime
15. Dream of You
16. Wundervoll
17. Das geht vorbei

Zugabe 1:
1. God Smoked
2. Leben … I Feel You

Zugabe 2:
1. The Sparrows and the Nightingales[8]